# 七瀬莉々
七瀬 莉々（ななせりり、2000年4月6日 - ）は、日本のシンガーソングライターである。

## 概要

### 人物
- 2000年4月6日生まれの女性シンガーソングライターであり[1]、主に岡山、大阪、東京などを拠点としてソロ、時にはバンドマンとして活動している。さらに、ライブ配信アプリ「ツイキャス」にて弾き語りやオリジナルソングを配信している。
- 彼女が作る歌の多くはリスナーの体験談や自身の実体験に基づくものが多い。
- 代表曲は、「ねえ、神様」、「ずるいよ」、「うたうたい」、「夢で逢えたらいいのに」、「都合のいいオンナ」など。

## 作品

### その他の楽曲
- ねえ、神様
- ずるいよ
- うたうたい
- 夢で逢えたらいいのに
- 線香花火
- 都合のいいオンナ
- あたしが臆病になったのは
- あの子じゃなくて
- scale
- 泡と水
- 恋の花
- いちばんぼし
- 6月の雨
- 浮気性の彼氏
- イツノマニカ
- 君が幸せなら
- やめるから